# Милка Йорданова
Милка Матеева Йорданова е българска акробатка. Става световна шампионка през 1976 г. в Саарбрюкен във втора комбинация.
Родена е на 22 октомври 1957 г. в Цар Самуил, област Русе (днес в Област Силистра). Състезавала се е в ТДФС Дунав (Русе).

## Успехи

### Национални
- Световни първенства
  - Саарбрюкен, 1976 г. – Златен медал (втора комбинация)
  - 1976 г. – Сребърен медал (многобой)
  - 1976 г. – Бронзов медал (първа комбинация)
  - София, 1978 г. – Сребърен медал (многобой, първа комбинация)
  - 1978 г. – Бронзов медал (втора комбинация)
- Европейски първенства
  - Сегед, 1979 г. – Златен медал (първа комбинация)
  - 1979 г. – Сребърен медал (многобой, втора комбинация)

### Лични
- 1979 г. — получава бронзов народен орден на труда.